# Verax
『Verax』とは、2013年に公開された香港におけるエドワード・スノーデンの機密情報告発に関する、5分強の短編映画である。香港のアマチュア映画制作会社が制作したもので、2013年6月にYouTubeに投稿された。
映画の題名Veraxはスノーデンのコードネームに由来したもので、ラテン語で「真実を語る者」と言う意味である。 この作品はJ.Shot Videosグループにより製作され、プロデューサーによると、史上初めて製作されたスノーデンに関する映画である。

## あらすじ

### 映画の構成と描写
本作は全4つの場面で構成されている。
物語は、まずCIA局員たちがスノーデン事案について議論する場面から始まる。次に、ジャーナリストがスノーデンと取材のやり取りをする様子が描かれる。3番目の場面では、香港の警察官と中国国家安全部の局員が、スノーデン発見のために議論を交わす。 そして最後の場面で、登場人物たちがスノーデンを待つ緊迫した空気と、彼がメディアの前に姿を現す瞬間が映し出される。
映画の結末では、スノーデン本人と『ガーディアン』紙とのインタビュー音声が抜粋で使われ、6月23日に彼が香港を離れたことを示すキャプションで締めくくられる。

### 作中の象徴的な要素と評価
作中には、スノーデンが実際に滞在したホテル「ザ・ミラ香港」が登場する。また、彼が『ガーディアン』紙の記者に自身の身元を証明するため用いたとされるルービックキューブも、象徴的なアイテムとして効果的に使われている。 
こうした描写について、制作者の一人である崔正傑は、本作を「時間に間に合わせようと急いで作ったスナップショット（記録写真）」のようなものだと述べた。
『Screen Daily』のアンドレアス・ワイズマンは、この物語の展開には「大量の創造的ライセンス（フィクションとしての脚色）」が用いられていると評している。 
。

## 概念と動機
この短編フィクション映画は、香港在住の多国籍なクリエイターチームによって制作された。 制作者はJeff Floro、Edwin Lee（李健恩）、Shawn Tse（謝兆龍）、Marcus Tsui（崔正傑）である。

### 制作の動機と目的
「制作の根源的な動機は、制作者たちが抱く香港への敬意であった」とプロデューサーに述べている。中心人物の李健恩は、「なぜスノーデンが香港に来たのか非常に興味があった」と語っている。  実際に、スノーデンが身元を公表したわずか2日後には、映画制作の構想が始動した。  その目的は、この歴史的な出来事を機に香港自体に脚光を当てることであり 、メディアとは異なる「この状況についての別の視点」を提供することにあった。

### 映画の焦点とテーマ
本作はスノーデン本人ではなく、彼を巡る香港での「騒動」に焦点を当てているのが特徴である。 スノーデンは物語の「触媒」として機能するが、中心人物でありながら主役ではない。 これは、制作陣がスノーデン自身についてほとんど知らなかったため、彼に台詞はなく、物語でより重要な役割を与えることが難しかったためである。
制作者たちは政治的な動機を一貫して否定しており、可能な限り中立な作品を目指した。 一方で、映画は香港と中国本土の複雑な関係性も描いている。ある批評家は、中国本土の治安当局者が香港の警察官に標準中国語で命令する場面を、香港における中国の実権を示唆するものだと指摘した。 このシーンについて監督の李は、まさに「（香港の）中国との関係を表現する手段」であり、「スノーデン事件における北京の役割の不透明さ」を描いたものだと解説している。 

### 制作の舞台裏
制作チームは多国籍な国外居住者で構成された。中でも、アイルランド国籍を持つ李健恩が唯一のプロ映画制作者として、編集と撮影監督を担った。李には過去に『サウスチャイナ・モーニング・ポスト』などで報道記者として勤務した経歴がある。 制作は驚異的なスピードで行われ、脚本は撮影前日に完成し、俳優たちはリハーサルなしで本番に臨んだ。  李は、映画『ボーン』シリーズやマイケル・マン監督の作品からインスピレーションを受けたと明かしている。  当初はコメディや『ジェイソン・ボーン』風のスリラーという案もあった。

### 展望
協力プロデューサーのカサンドラ・チャンは、「米国政府はインターネットを濫用している。そこでインターネットの力をできれば善良な理由で使うことが我々の対応なのです」と述べた。続編の可能性については、当初、李はスノーデンが香港を離れたことを理由に否定していたが 、後に映画祭への出品計画と共に、その制作を検討していると報じられた。

## 撮影と金銭費用
この映画は、3日または4日間で撮影された。撮影当時、スノーデンは香港にて雲隠れしていた。映画制作の終わりまでに、スノーデンはロシアに逃亡した。李健恩は、これが編集プロセスを急がせて、映画がより早く公開されるようになったが、プロジェクト自体は短縮されなかったと語った。AFP通信は、この映画が「スノーデンが目撃されたと報じられている香港の実際の場所に忠実だった」と記している。幾つかの場面はザ・ミラホテルで撮影された。別のシーンでは幾つかのオフィスが使われ、あるランジェリー会社が自社オフィスを映画制作者に使用させた。
映画制作者の1人である李健恩は、この撮影スタイルが「沢山のアドレナリン...非常にゲリラの制作スタイルだった」と語った。彼はまた「それは突貫作業の撮影だった」とも述べた。李はこの撮影スタイルを「ドキュメンタリードラマの作り直し」と表現している。ナポリターノは「殺風景な会議室での技術的な対話、タイムラプス撮影、そして都市の有名なスカイラインを横移動していく空中撮影など、ある意味でそれは現代香港の犯罪ドラマに似ている」と述べた。『The Diplomat』誌のジョナサン・デ・ハートは、タイムラプス撮影風に撮った灰色雲、香港のパノラマ、そして「手ブレするカメラ」風の映像を使うのは、「スパイ」ジャンル映画の特徴だと述べた。この映画は、Pond5から購入した2枚のストック映像写真を除き、オリジナル映像を使用していた。
2013年6月28日時点で、映画制作者はまだ映画の総費用を決めておらず、彼らの予算見積もりは約5000香港ドル（641USドル、当時のレートで約6万2500円）だった。AFP通信は、この予算では「靴紐（を買うのがやっとの僅かな金額）」だと述べた。『バラエティ 』誌のパトリック・フラッターは2013年6月1日に、総費用が4200 香港ドル（550USドル、同5万4000円）だったと述べた。ベルファスト・テレグラフ紙のアダム・ウィズナルによると、予算は645USドルまたは420英ポンド（同6万3000円）だった。ザ・ミラでの1泊滞在が予算内で最も高価なもので、同予算の約3分の1を占めていた。映画制作者は自分たちの投資の利益を得るために映画を作ったのではないと述べ、日雇いとして金融業で働くJeff Floroは、この映画でお金を失ったと語った。
ウォール・ストリート・ジャーナル紙のディーン・ナポリターノは、「この映画は『サタデー・ナイト・ライブ』風のパロディではないにしても、俳優ではない出演者や極小予算を考えると洗練されたスリラー作品と言うわけでもない」と書いた。ロサンゼルス・タイムズ紙のレベッカ・キーガンは、『ソーシャルネットワーク』のサウンドトラックに自分がなぞらえた電子音楽のサウンドトラックの存在、「香港の超高層ビルを一望する景観」、ザ・ミラホテル内部の映像があるため、 『Verax』が「インスタント映画（短期間で制作した映画）としては非常に磨き込まれているように感じる」と述べた。キーガンは「俳優の重苦しい伝達がたまに新参者の地位を明らかにしてしまう」と付け加えた。「ロシアの声」は、「手ぶれするカメラワーク」と現地俳優の起用が「ボーンのスパイスリラーシリーズを想起させる」と述べた。『バラエティ』誌のパトリック・フラッターは、この映画には「強い制作価値があり、どこかよりアマチュアっぽい動きの演技」があったと語った。CNNのアレクシス・ライは、この映画が「都市パノラマの煌びやかなタイムラプス映像やハリウッドを思わせる「手ぶれカメラ」の映像があって、驚くほどサスペンスに満ちた洗練されたもの」であると述べた。

## キャスト
出演者は映画製作者4人の友人で構成されていた。ウォール・ストリート・ジャーナル紙のディーン・ナポリターノは、このキャストが「演者能力の程度はさまざまだ」と述べている。チェスター（ニューヨーク州）出身の25歳のアメリカ人で英語教師だったアンドリュー・クロミーク（Andrew Cromeek）が、スノーデンの役を演じた。彼は以前、1つのコマーシャルと1つの学生映画で活動していた。映画制作者は、スノーデンとの類似が「遠目で」見えると信じられる、自分達の友人を再検討した 。謝兆龍は、誰がスノーデンを演じることが可能なのかを見るためにコーカソイド（白人）の友人全員を見た、と語った。クロミークは、謝が教師勤務していた会社で働いていた。謝はクロミークがスノーデンに「完璧になれる」と確信したが、一方でクロミークはスノーデンと「全く似ていない」と考えていた。
謝によると、香港の理髪店にクロミークを連れて行く前に、彼のひげを数日間生やさせた。クロミークはヘアスタイリストにスノーデンの写真を与え、50香港ドル（約625円）で散髪してもらった。謝によると、香港のヘアスタイリストはクロミークにスノーデンと間違われることに注意するよう警告した。クロミークは金のスプレー塗料を使って自分の髪の色を明るくし、眼鏡をかけて自分のひげを整え、そして撮影当日に、メーキャップをして首にほくろをつけた。映画チームはまた、特別な衣裳を使ってクロミークをスノーデンのように仕立てた。クロミークは、この映画が公開された後に両親、家族、友人が電話をかけてきたと報告した。
出演者リスト
| 役名                                       | 俳優                                        |
| ------------------------------------------ | ------------------------------------------- |
| エドワード・スノーデン                     | アンドリュー・クロミーク（Andrew Cromeek）  |
| CIA局長カール・ハミルトン                  | トーマス・イースリング（Thomas Easterling） |
| CIA分析官 オーウェン・フィールディング     | ゲーブ・オーストリィ（Gabe Ostley）         |
| CIA作戦行動管理官                          | ロバート・ヒンソン（Robert Hinson）         |
| 香港警務処(HKPF)保安部、曾德龍             | 錢尚文（Edwin Chin）                        |
| HKPF保安部、李達志                         | 劉彥德（Justin Lau）                        |
| HKPF保安部、胡麗莎                         | （中国名は不明、Cindy Wong）                |
| 中華人民共和国国家安全部随行員、漢 衞      | 曾 昊（Simon Zeng Hao）                     |
| サウスチャイナ・センチネルの記者、劉麗斯   | 黄诗艺（Shi Yi Ng）                         |
| サウスチャイナ・センチネルの編集者、胡星尉 | 郭愛兵（Guo Aibing）                        |

## 公開後の評価
この映画は、2013年6月25日にYouTubeで公開された。最初にウォール・ストリート・ジャーナルが、続いてAFP通信やロサンゼルス・タイムズなど、複数の出版企業がインタビューのためこの撮影グループに連絡を取った。そのインタビューが同映画に対する関心を大きくした。6月28日までに視聴回数が5000回超になり、6月30日までに8500回を超えた。7月2日までに8万9000超の視聴回数になった。7月16日までに22万回を超すヒットになった 。7月30日までに視聴回数約25万回になった。
オーストラリア政治ニュースのオンライン誌『Crikey』のルーク・バクマスターは、『Verax』の「最大の財産は物語効率のショーケースである。論理性（必ずしも感情的な反応を必要としない）を導くために言語と画像配置を使うことでキーポイントを取得し、ありていに言えばそれを行っている」と述べた。中国中央電視台のJin Jiabao は、この映画の出来事は「鮮やかに描写されていた」と語った。
AP通信のステファニー・イップは、当初この映画は人気を得たが、2013年7月29日までに「映画の賞賛は批判へと移ってしまい、多くの視聴者がアマチュア作業と悪いキャスティングのことで4人の制作者を非難している」と書いた。アダム・ウィズナルはベルファスト・テレグラフ紙に「多くの人がアマチュア作業と悪いキャスティングについて4人の制作者を批判している」と書き、インデペンデント紙には「より広範な全世界の視聴者は、専門性に劣る奇抜な手法にそれほど寛容ではない」と書いた。テレビ番組『New Day』のキャストは「アンドリュー・クロミークと残りの出演者が彼らの本職でより良くなることを、我々は願っている」と述べた。
批判に関してアンドリュー・クロミークは、映画制作者がYouTubeで大量の注目を集めることは期待しておらず、映画制作者はプロフェッショナルではないと反論した。クロミークは「撮影された手法は非常に素敵だったと私は考えています。私たちは全員アマチュアの俳優です。私たちは全て１テイク（一発撮影）でやっていました。それはこんな風に、撮影するぞ、始め、OK、終了。だから素晴らしいのです。たとえ人々が「それは世界で最悪の行動だ」のようでも、それは完全にOKです。私にはそれで全く構わないのです」と語った。『Verax』は「たとえその限界を自ら認めたとしても、それを作った友人にとっては誇りの源である」とイップは記事に残している。

## 関連文献
- Yenko, Athena. "SHORT FILM on NSA Leaker Edward Snowden, Verax, Created by Aussie Expat (Video)." International Business Times. 3 July 2013.
- "Edward Snowden's journey to Hong Kong dramatised in Chinese film ? video." The Guardian. Friday 5 July 2013.
- "Hong Kong filmmakers first to make Snowden movie." (Agence France Presse video report at YouTube) ? alternate location at Yahoo! Maktoob.